# Axel Hjelm
Axel Olof Fredrik Hjelm (nacido el 12 de febrero de 1868 en Estocolmo y fallecido el  24 de enero de 1944 en Gotemburgo) fue un pintor e ilustrador sueco.

## Biografía
Estudió en la Academia de Bellas Artes de Estocolmo 1888-1895.
Ha pintado motivos figurativos y paisajes.
Ha realizado dibujos para la obra de Lars Lunell « Från Siljans sagoland : berättelser från Dalarne » (Del país de las hadas de Siljan: historias de Dalarne).
Así mismo ha realizado dibujos para la obra de Erland Nordenskiöld y Eric von Rosen.
Trabajó como dibujante en el "Museo Etnográfico de Gotemburgo".
Algunos de sus dibujos están firmados con "AH" escrito de una manera peculiar. Se pueden encontrar ejemplos en el libro « Från Siljans sagoland  ».

## Referencias

Litografía de cuadro creado por Axel Hjelm, de la variedad de manzana 'Filippa'.

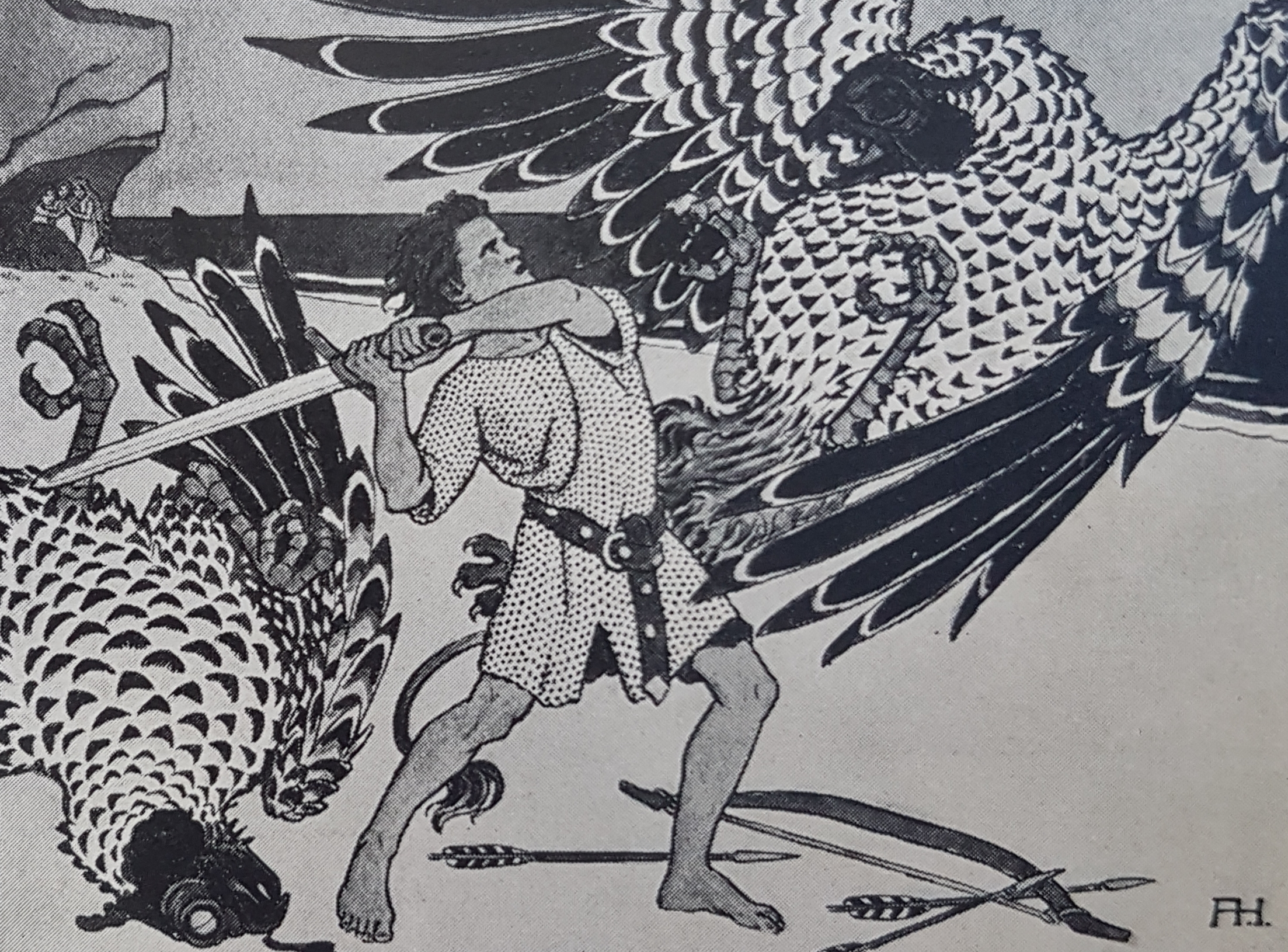
Ilustración para "A Fighting Tale" creada por Axel Hjelm.